# (6962) Summerscience
(6962) Summerscience est un astéroïde de la ceinture principale.

## Description
(6962) Summerscience est un astéroïde de la ceinture principale. Il fut découvert le 22 juillet 1990 à l'observatoire Palomar par Eleanor Francis Helin. Il présente une orbite caractérisée par un demi-grand axe de 2,29 UA, une excentricité de 0,15 et une inclinaison de 6,7° par rapport à l'écliptique.

## Compléments